# Oltáriszentség-csodák

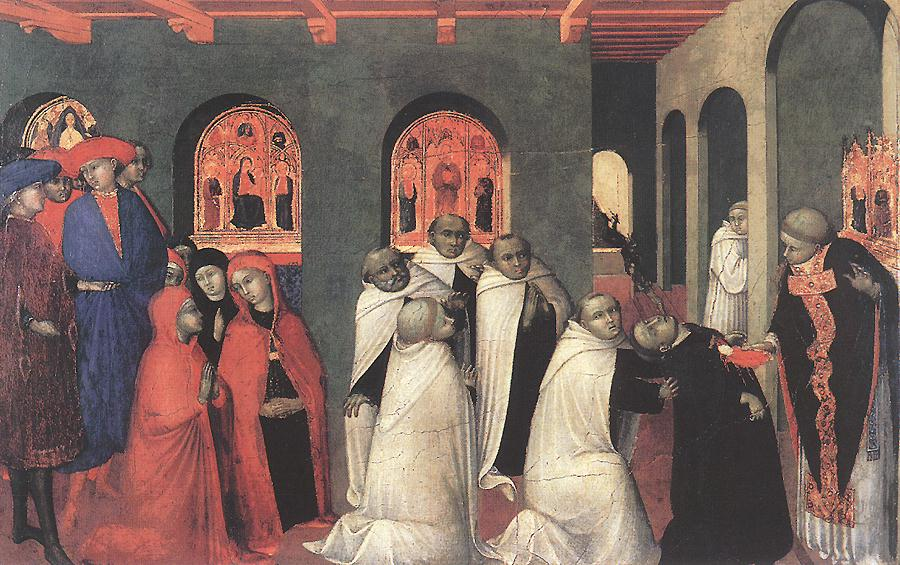
Sassetta festménye: Eucharisztikus csoda.

A katolikus egyház történetét végigkísérik az Oltáriszentséggel kapcsolatos csodák. Az Oltáriszentség csodákon főképp a katolikus szentmisén a pap által átváltoztatott ostyával illetve miseborral kapcsolatos különös eseményeket értjük. A csodákról egyrészt a régen történt és ma is látható – esetenként ereklyetartóba foglalt – ereklyék tanúskodnak. Illetve az események fennmaradtak az idők során, mert történésük idején dokumentálták, írásba foglalták őket.

## A csodák jellegzetességei
Többnyire Európában dokumentáltak Oltáriszentség csodákat. A 60 ismertebb esemény közül 20 Franciaországban, 17 Itáliában, 11 Spanyolországban, a többi Belgiumban, Hollandiában, Lengyelországban, Németországban és Portugáliában történt. A legelső dokumentált csodát a VIII. századból, az itáliai Lanciano városból ismerjük.
A csodák egyik lehetséges csoportosítása a következő:

### Rendkívüli esemény az Oltáriszentség hatására
Ez jelentheti az áldozást vagy a szentségi áldást követő hirtelen gyógyulást, de szólnak beszámolók természeti katasztrófáknak az Eucharisztia felmutatásával történő elhárításáról is.
- Torino (Itália) – 1453. június 16-án délután 5 órakor történt a csoda. Egy katona lopott oltáriszentséggel és kegytárgyakkal Torinóba ment, ahol az egykori Szent Szilveszter templomnál levetette magáról az öszvére. A szentségtartó a földre esve kinyílt és a szentelt ostyával felemelkedett a házak fölé. Több szemtanúja volt, köztük egy Bartolomeo Coccono nevű pap is. Nem sokkal ezután történt egy második csoda is. A szentségtartó ismét a földre esett, ám az ostya nagy fénnyel lebegett a magasban, majd pedig leereszkedett a püspök kezében lévő kehelybe.[2]
- Morrovalle – 1560 április 16. A templom teljesen leégett, az ezüst kehely megolvadt, de a megolvadt kehelyben az ostyákat teljesen sértetlenül találták.
- Veroli (Itália) – 1570. március 26-án húsvétvasárnap történt a csoda. Szentségimádás során a kehely és a benne lévő ostyatartó átlátszóvá vált, a kehely alján fénylő csillag jelent meg, rajta egy ostyával. Rövid idő alatt az ostya a kehely fölött átváltozott egy bárányfelhő által félig eltakart fekete ruhás gyermekké, hamarosan pedig megjelent a kereszten haldokló Jézus alakja. A csoda fél órán át tartott. Másnap, március 27-én, ugyanabban az órában a kehely alján lévő csillag fénye újból ragyogni kezdett, majd pedig hamarosan kihúnyt. Három egymást érintő, egyforma nagyságú ostya szállt fel a kehelyből. Lassan eltűntek és három gyermek jelent meg a helyükön, a középső nagyobb volt, mint a másik kettő. Később már csak egy ostya és egy gyermek volt látható. Ezek a jelenések szintén fél órán át tartottak. Április 6-áig meghosszabbították a szentostya kitételét. Ez idő alatt sok csodás gyógyulás és imameghallgatás történt.[3]
- Faverney (Franciaország) – 1608. május 25, a templom oltára porig égett, de az oltáriszentség a levegőben lebegett megmagyarázhatatlan módon 33 órán keresztül. Több ezer ember volt szemtanúja.[4]

### A kenyér és a bor fizikai elváltozása
Számos feljegyzés szól olyan történetekről, amelyekben a pap konszekráló szavai után az ostyán vércsöppek jelentek meg, vagy éppen az ostya valódi hússá, a bor pedig vérré változott. 

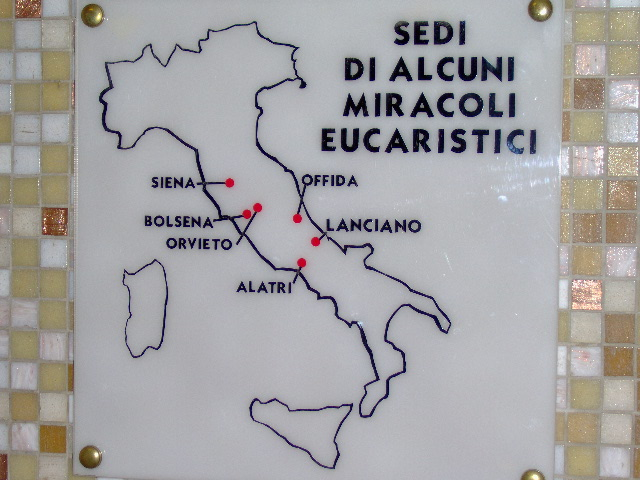
Az olaszországi eucharisztikus csodák térképe.

- Lanciano (Itália) – 750-ben a közép-itáliai Lanciano városban a bizonytalankodó hitű, Basiliano nevű római katolikus szerzetes kezében történt meg ez az átalakulás. A lancianói székesegyházban a mai napig őrzik a lancianói csoda(wd) relikviáit. Ezeket 1971-ben, majd tíz évvel később tudományos vizsgálatoknak vetették alá. A vizsgálatok – melyek 1574-től többször, míg 1970-71-ben és 1981-ben történtek – konklúziója az volt, hogy

1. a relikviaként őrzött anyag valódi vér és hús;
2. a hús szívizom-szövet;
3. a vér és a hús humán eredetű;
4. mind a vér-darabok, mind a húsban kimutatott vér AB vércsoportú;
5. a vérben olyan mértékben és arányban szerepelnek a proteinek, mint az a friss vérben megszokott;
6. a vérben csökkent mértékben vannak ásványi anyagok (kloridok, foszfor, magnézium, kálium, nátrium), továbbá a vérnek jelentősen megnövekedett a kalciumtartalma.[5]

- Ivorra – 1010. A misebor felforrt a kehelyben, kifolyt a kehelyből, és az asztalra, majd a padlóra folyt a pap és a hívők szeme láttára.
- Santarem – 1247. Egy megcsalt feleségnek azt tanácsolta egy jósasszony, vegyen magához egy szentelt ostyát, hogy bájitalt készítsen a férjnek. Az asszony vitte is az ostyát, csakhogy az útközben vérezni kezdett. A nő ijedtében hazaszaladt, és egy ládikóba rejtette. Azonban nagy fénnyel világítani kezdett, így később a hazatérő férj kinyitotta a ládát. Letérdepelve imádkoztak, és reggel megmutatták a fénylő ostyát a papnak. A pap körmenetben vitte a templomba.
- Offida – 1273. Egy asszony jóstól kér tanácsot a férjével való kapcsolatának rendezésére. A jós azt ajánlotta, süssön meg egy ostyát, porítsa és adja a férjének. Az asszony úgy tett, de az ostya hússá változott és bőséges vér jött belőle. Az asszony rémületében hamut és viaszt borított rá, de a vérzés nem állt el. Akkor az edénnyel együtt betakarva az istállóba rejtette.
- Walldurn – 1330. A misebor kiborult az oltár terítőjére, és a vérfolyamok között kirajzolódott Krisztus arca.
- Macerata – 1356. április 25. Az ostyából vér szivárgott ki, és egy hitetlenkedő papnak a kendőjére folyt. Nicoló da San Martino püspök a vizsgálatot elvégezte, és egy pergamenre ráírták a vizsgálat eredményét és bevarrták a kendő sarkába: "Itt hullott a mi Urunk Jézus Krisztus Vére. Az Úr 1356. évében, április 25-én."
- Ludbreg (Horvátország) – 1411-ben egy pap kételkedett az átváltoztatás valóságában. A szentmise bemutatása alatt a kezében lévő kehely vérrel telt meg.[6]
- Sokólka (Lengyelország) – 2008. októberében az Eucharisztia a halál bekövetkeztének pillanatában megmaradt emberi szívizommá változott.[7]

### Az Oltáriszentség mint egyedüli táplálék
Több olyan embert ismer az egyháztörténelem, akiknek életük egy szakaszában (néhány hétig, de akár évekig vagy évtizedekig) egyetlen táplálékuk a rendszeres (többnyire napi) szentáldozás volt. Az ismertebb nevek: 
- Flüei Szent Miklós (1417–1487)
- Boldog Emmerich Anna Katalin (1774–1824)
- Neumann Teréz (1898–1962)
- Pietrelcinai Szent Pio („Pio atya”; 1887–1968)